# Boarmia catharma
Boarmia catharma är en fjärilsart som beskrevs av Eugen Wehrli 1945. Boarmia catharma ingår i släktet Boarmia och familjen mätare. Inga underarter finns listade i Catalogue of Life.